# Святобор II
Святобор II Спокойный (ок. 1407/1408 — 1432/1436) — герцог Померании-Рюгена (1415—1432/1436) из династии Грифичей.

## Биография
Третий (младший) сын Вартислава VIII (1373—1415), герцога Бартского и Рюгенского (1394—1415), и Агнессы Саксен-Лауэнбургской (ум. ок. 1435).
В 1415 году после смерти герцога Вартислава VIII его владения унаследовали сыновья Барним VIII и Святобор II.
Сохранилось мало источников, которые могли рассказать о биографии этого герцога. После раздела герцогства 6 декабря 1425 года Святобор II получил во владение остров Рюген, но из-за своего возраста находился под опекой старшего брата Барнима VIII Младшего, герцога Бартского. Упоминается в источниках 17 декабря 1421, 6 августа 1423 и 22 ноября 1428 года.
Во время самостоятельного правления герцог Святобор Рюгенский неоднократно выступал против померанских городов, которые на стороне Ганзы участвовали в войне против Эрика Померанского, короля Норвегии, Дании и Швеции.
Дата его смерти неизвестна. В последний раз Святобор II упоминается во время своего пребывания в Париже 12 мая 1432 года. В документе его старшего брата Барнима VIII от 24 мая 1436 года он указывается как умерший. Польский историк Эдвард Римар заявлял, что герцог скончался в 1432 году. Об этом свидетельствуют документы 1432—1434 годов, в которых упоминается один Барним VIII. Он именовал себя герцогом на Штральзунде, вероятно, после смерти своего младшего брата Святобора II.
Герцог Померании-Рюгена Святобор II скончался бездетным и был похоронен в цистерцианском аббатстве в Нойенкампе (в настоящее время — город Францбург).